# Spinocalanus caudatus
Spinocalanus caudatus is een eenoogkreeftjessoort uit de familie van de Spinocalanidae. De wetenschappelijke naam van de soort werd in 1920 voor het eerst geldig gepubliceerd door Georg Ossian Sars.